# Charles Lewis Hind
Pour les articles homonymes, voir Hind.
Charles Lewis Hind (plus connu sous le nom C. Lewis Hind, 1862-1927) est un journaliste et critique d’art britannique.

## Biographie
C. Lewis Hind est le rédacteur en chef adjoint de la prestigieuse revue The Art Journal de 1887 à 1892[réf. nécessaire], puis du Pall Mail Budget pendant deux ans. En 1893, il participe activement à la fondation de la revue The Studio : An Illustrated Magazine of Fine and Applied Art (1893-1914), qui contribue à faire connaître dans le monde anglo-saxon les Impressionnistes, l’Art nouveau, Beardsley, les estampes japonaises ou encore la photographie pictorialiste.
En 1896, à l’âge de trente quatre ans, Hind prend les rênes de la revue The Academy, une revue de littérature fondée à Londres en 1869. En 1902, The Academy devient The Academy and Literature et Hind s’en occupe pendant encore un an avant de se retirer. Il contribue ensuite à plusieurs revues et journaux dont le Daily chronicle qui est à l’époque l’un des plus importants quotidiens britannique.
En 1910, il soutient l’exposition de Roger E. Fry « Manet and the Post-impressionnists » qui contribua à la reconnaissance internationale de Van Gogh et Gauguin en particulier. Dans un petit livre intitulé The Post Impressionnism publié l’année suivante, il écrit : « L’Expression, et non la beauté, est le but de l’art. La beauté survient. L’expression jaillit — elle doit jaillir. L’art, c’est n’est pas la beauté. C’est l’expression ; c’est toujours décoratif et émouvant ». Ce dernier ouvrage contribue à la diffusion internationale du concept de « Postimpressionnisme ».
Après la Première Guerre mondiale, Hind publie diverses anthologies et plusieurs ouvrages sur l’art du paysage.

## Livres
Au total C. Lewis Hind a publié une trentaine d'ouvrages parmi lesquels :
- The Education of an Artist, Adam and Charles Black, 1906
- Days with Velasquez, Adam and Charles Black, 1906
- The Consolations of a Critic, Adam and Charles Black, 1911
- The Post Impressionists, London, Methuen & Co, 1911
- Landscape Painting, Chapman and Hall, 1924
- Naphtali : being influences and adventures while earning a living by writing, John Lane, 1926